# トリスタン (ティラノサウルス)

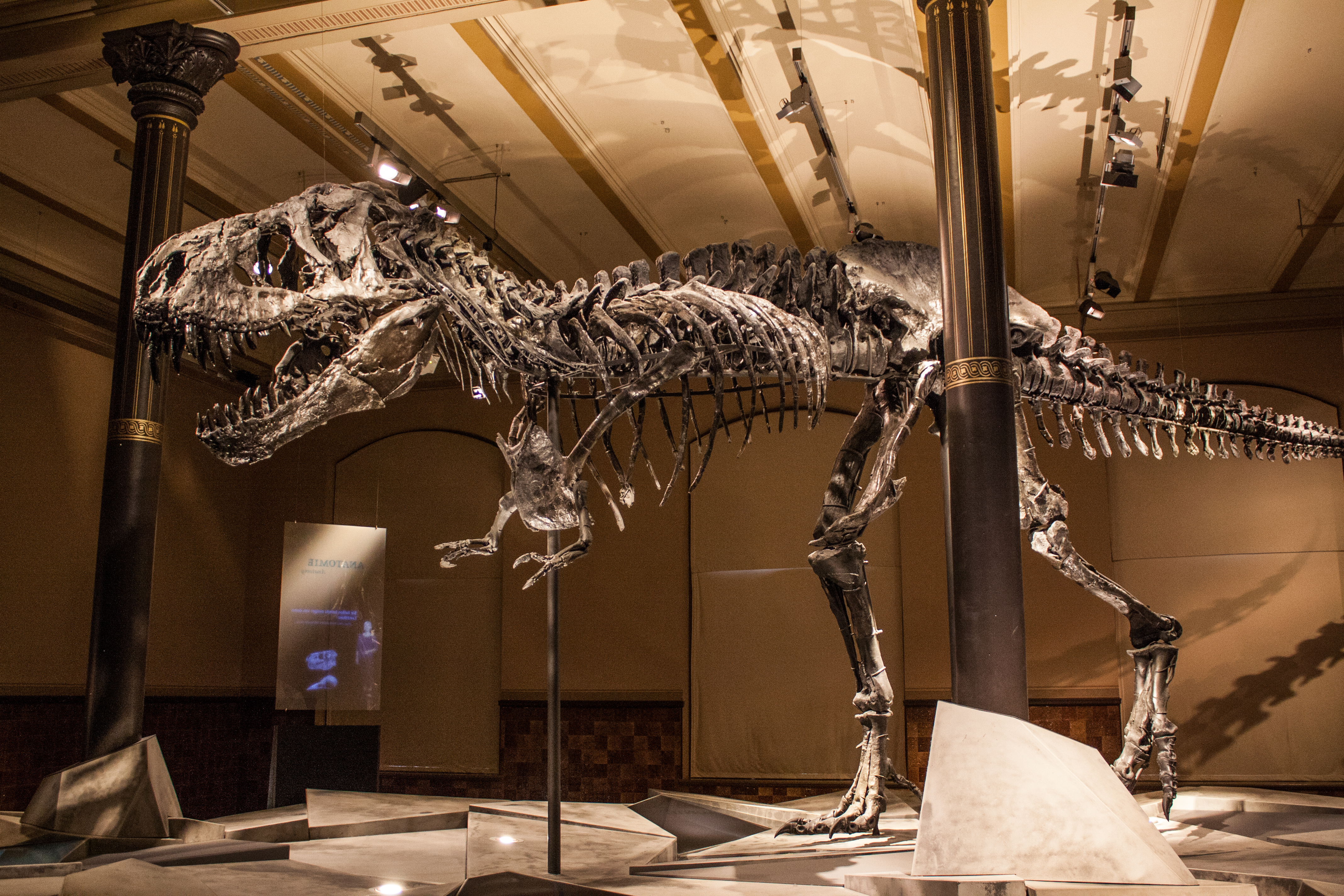
ベルリンのトリスタン。

トリスタン（Tristan、標本番号MB.R.91216）は、2010年にアメリカ合衆国モンタナ州カーター郡で下部ヘルクリーク累層から発見された大型獣脚類の恐竜であるティラノサウルスの個体。頭部の骨がよく保存されており、全長は約12メートルである。

## 特徴
化石は黒色である。全長は約12メートル、腰の高さは3.4メートル。死亡した時の年齢は約20歳で、健康状態は悪かった。骨折や噛み跡が複数見られたほか、顎には病変が確認できる。
トリスタンはティラノサウルスの骨格の中でも多くの部位が保存されている標本である。頭骨と歯は98%が保存されており、体全身を構成する約300個の骨のうち170個が実骨で、残りがアーティファクトである。個数にして全身の約57%という完全度はスーやスコッティには及ばないものの、日本の国立科学博物館に常設展示されているバッキーを上回っている。

## 標本の経歴

### 発見と命名
トリスタンは2010年にアメリカ合衆国モンタナ州カーター郡で下部ヘルクリーク累層から発見された。化石ハンターのクレイグ・プフィスターは地面から突き出た骨盤の一部を発見した。しかしプフィスターは発見直後に足首を骨折し翌年には肩を痛めるなど災難に見舞われ、発掘と準備には4年を要した。
後にこの標本はオランダ人銀行家のニールズ・ニールセンが買い取り、彼と友人のイェンス・イェンセンが息子たちにちなんで2014年に標本をトリスタン・オットー（略してトリスタン）と命名した。彼らはトリスタンの学術研究ができるよう、また一般人が観覧できるよう、研究・研究のためドイツのベルリンに位置するフンボルト博物館に寄贈した。

### 研究・展示
トリスタンは2015年7月にフンボルト博物館に送られ、到着直後に研究が開始された。例えば頭骨の保存が良いことを利用して高解像度のCTスキャンや画像測定技術により頭骨の3Dモデルが作成された。同館では2015年から2020年までフンボルト博物館で常設展示され、ヨーロッパツアーでは頭骨のレプリカがワルシャワ（ポーランド）、チューリッヒ（スイス）、マドリード（スペイン）などで展示された。
2020年から1年間デンマーク自然史博物館に移された後、2021年にフンボルト博物館に戻されることが予定されている。ヨーロッパ中の博物館にはティラノサウルスのレプリカや部位が所蔵されているものの、常設展に展示されている実骨の骨格としては、トリスタンはわずか2体のうちの1体である。

## メディア出演
2017年のイギリスのドキュメンタリー番組 "Rediscovering T-rex" では、ティラノサウルスの身体能力や思考能力・認知能力・社会性などを検証するモデルにトリスタンが選ばれた。これは先述の通りCTスキャンが可能なほどにトリスタンの骨が多く保存されていることによる。同番組は BBC Two（イギリス）、CBC（カナダ）、フランス5（フランス）で放送され、日本ではNHK教育の『地球ドラマチック』枠にて『徹底検証!ティラノサウルス 〜最強恐竜の真実〜』という邦題で放送された。